# Stylidium paniculatum
Stylidium paniculatum är en tvåhjärtbladig växtart som först beskrevs av Joseph Henry Maiden och Betche, och fick sitt nu gällande namn av Anthony R. Bean. Stylidium paniculatum ingår i släktet Stylidium och familjen Stylidiaceae. Inga underarter finns listade i Catalogue of Life.